# Oxychilus adjaciensis
Oxychilus adjaciensis is een slakkensoort uit de familie van de Oxychilidae. De wetenschappelijke naam van de soort is voor het eerst geldig gepubliceerd in 1903 door Caziot.